# Hologaster mohelianus
Hologaster mohelianus är en skalbaggsart som beskrevs av Reé Michel Quentin och Jean François Villiers 1979. Hologaster mohelianus ingår i släktet Hologaster och familjen långhorningar. Inga underarter finns listade i Catalogue of Life.